# Liste der Landtagswahlkreise in Niedersachsen 2017

Karte der Landtagswahlkreise 2017

Die Liste der Landtagswahlkreise in Niedersachsen 2017 enthält alle Wahlkreise, die bei den Wahlen zum Niedersächsischen Landtag 2017 Verwendung fanden.

## 18. Wahlperiode (2017–2022)
Im Februar 2017 trat eine erneute Überarbeitung der Wahlkreiseinteilung in Kraft. Diese wurde bei der darauf folgenden Landtagswahl wirksam, die aufgrund des Verlustes der rot-grünen Regierungsmehrheit bereits am 15. Oktober 2017 stattfand. Wie schon in den Jahren zuvor resultieren die Änderungen der Wahlkreiszuschnitte teilweise aus der Bevölkerungsentwicklung oder sie wurde den kommunalen Neugliederungen angepasst, ohne die Außengrenzen anzutasten. Von Änderungen waren betroffen:
- Wahlkreis 4 Peine: Die Gemeinde Lahstedt wurde zum 1. Januar 2015 aufgelöst und schloss sich mit Ilsede zusammen.
- Wahlkreis 10 Wolfenbüttel-Süd/Salzgitter: 2013 wurde die Samtgemeinde Schladen in die Einheitsgemeinde Schladen-Werla umgewandelt, 2015 folgte die Fusion der Samtgemeinden Asse und Schöppenstedt zur neuen Samtgemeinde Elm-Asse.
- Wahlkreis 12 Osterode: Der Wahlkreis Osterode wird in Wahlkreis Göttingen/Harz umbenannt, nachdem der Landkreis Osterode am Harz 2016 im neuen Landkreis Göttingen aufging. Sein Zuschnitt ändert sich dabei nicht, er umfasst somit die Städte Bad Lauterberg im Harz, Bad Sachsa, Herzberg am Harz und Osterode am Harz, die Gemeinden Bad Grund (Harz) und Walkenried sowie die Samtgemeinde Hattorf am Harz.
- Wahlkreis 13 Seesen: Am 1. Januar 2015 wurde die Samtgemeinde Oberharz in die neue Berg- und Universitätsstadt Clausthal-Zellerfeld überführt.
- Wahlkreis 14 Goslar: 2013 wurde die Stadt Vienenburg nach Goslar eingemeindet.
- Wahlkreis 23 Alfeld: 2016 fanden mehrere Neugliederungen statt: So wurden die Einheitsgemeinden Freden (Leine), Lamspringe und Sibbesse aus den gleichnamigen Samtgemeinden gebildet, außerdem schlossen sich die Samtgemeinden Duingen und Gronau (Leine) zur neuen Samtgemeinde Leinebergland zusammen.
- Wahlkreis 45 Bergen: 2014 wurde die Samtgemeinde Eschede in eine Einheitsgemeinde umgewandelt, ein Jahr später folgte der Zusammenschluss von Hermannsburg und Unterlüß zur neuen Gemeinde Südheide.
- Wahlkreis 56 Stade: Am 1. Januar 2014 wurde die Samtgemeinde Oldendorf-Himmelpforten aus den Samtgemeinden Himmelpforten und Oldendorf neu gebildet.
- Wahlkreis 57 Hadeln/Wesermünde/Wahlkreis 58 Cuxhaven/Wahlkreis 59 Unterweser: Durch Zusammenschlüsse von Gemeinden wurde eine Neuabgrenzung der Wahlkreise notwendig:
  - Der Wahlkreis 57 nennt sich zukünftig Wahlkreis Geestland und umfasst neben der Stadt Geestland die Gemeinden Schiffdorf und Wurster Nordseeküste sowie die Samtgemeinden Börde Lamstedt und Hemmoor
  - Der Wahlkreis 58 umfasst neben der Stadt Cuxhaven die Samtgemeinde Land Hadeln
  - Der Wahlkreis 59 umfasst vom Landkreis Cuxhaven die Gemeinden Beverstedt, Hagen im Bremischen und Loxstedt sowie vom Landkreis Osterholz die Gemeinde Schwanewede und die Samtgemeinde Hambergen
- Wahlkreis 70 Friesland/Wahlkreis 71 Wesermarsch: Der Wahlkreis 70 umfasst jetzt zusätzlich die Gemeinde Jade des Landkreises Wesermarsch. Im Wahlkreis 71 verbleiben aus dem Kreis Wesermarsch die Städte Brake (Unterweser), Elsfleth und Nordenham, die Gemeinden Berne, Butjadingen, Lemwerder, Ovelgönne und Stadland sowie die Gemeinde Rastede des Kreises Ammerland.
- Wahlkreis 77 Osnabrück-Ost/Wahlkreis 78 Osnabrück-West: Die Innenstadt von Osnabrück gehört nunmehr vollständig zum Wahlkreis 77.

| Wahlkreis-Nr. | Name des Wahlkreises        | Umfang des Wahlkreises |
| ------------- | --------------------------- | --- |
| 1             | Braunschweig-Nord           | Von der Stadt Braunschweig die Stadtbezirke Hondelage, Innenstadt, Östliches Ringgebiet, Viewegsgarten-Bebelhof, Volkmarode, Wabe-Schunter-Beberbach |
| 2             | Braunschweig-Süd            | Von der Stadt Braunschweig die Stadtbezirke Broitzem, Heidberg-Melverode, Rüningen, Stöckheim-Leiferde, Südstadt-Rautheim-Mascherode, Timmerlah-Geitelde-Stiddien, Weststadt; vom Landkreis Peine die Gemeinde Vechelde |
| 3             | Braunschweig-West           | Von der Stadt Braunschweig die Stadtbezirke Lehndorf-Watenbüttel, Nordstadt, Schunteraue, Veltenhof-Rühme, Wenden-Thune-Harxbüttel, Westliches Ringgebiet |
| 4             | Peine                       | Vom Landkreis Peine die Stadt Peine, Gemeinden Edemissen, Hohenhameln, Ilsede, Wendeburg |
| 5             | Gifhorn-Nord/Wolfsburg      | Von der Stadt Wolfsburg die statistischen Bezirke Brackstedt, Velstove, Vorsfelde, Warmenau, Wendschott; vom Landkreis Gifhorn die Stadt Wittingen, die Gemeinde Sassenburg, die Samtgemeinden Boldecker Land, Brome, Hankensbüttel, Wesendorf                                                                                            |
| 6             | Gifhorn-Süd                 | Vom Landkreis Gifhorn die Stadt Gifhorn, die Samtgemeinden Isenbüttel, Meinersen, Papenteich |
| 7             | Wolfsburg                   | Die Stadt Wolfsburg ohne die statistischen Bezirke Brackstedt, Velstove, Vorsfelde, Warmenau, Wendschott |
| 8             | Helmstedt                   | Der Landkreis Helmstedt |
| 9             | Wolfenbüttel-Nord           | Vom Landkreis Wolfenbüttel die Stadt Wolfenbüttel, die Gemeinde Cremlingen, die Samtgemeinde Sickte |
| 10            | Wolfenbüttel-Süd/Salzgitter | Von der Stadt Salzgitter die Stadtteile Bad, Barum, Beinum, Flachstöckheim, Gitter, Groß Mahner, Hohenrode, Lobmachtersen, Ohlendorf, Ringelheim; vom Landkreis Wolfenbüttel die Gemeinde Schladen-Werla, die Samtgemeinden Baddeckenstedt, Elm-Asse, Oderwald, die gemeindefreien Gebiete Am Großen Rhode, Barnstorf-Warle, Voigtsdahlum |
| 11            | Salzgitter                  | Von der Stadt Salzgitter die Stadtteile Beddingen, Bleckenstedt, Bruchmachtersen, Calbecht, Drütte, Engelnstedt, Engerode, Gebhardshagen, Hallendorf, Heerte, Immendorf, Lebenstedt, Lesse, Lichtenberg, Osterlinde, Reppner, Salder, Sauingen, Thiede, Üfingen, Watenstedt; vom Landkreis Peine die Gemeinde Lengede                     |
| 12            | Göttingen/Harz              | Vom Landkreis Göttingen die Städte Bad Lauterberg im Harz, Bad Sachsa, Herzberg am Harz, Osterode am Harz, die Gemeinden Bad Grund (Harz), Walkenried, die Samtgemeinde Hattorf am Harz, das gemeindefreie Gebiet Harz (Landkreis Göttingen)                                                                                              |
| 13            | Seesen                      | Vom Landkreis Goslar die Städte Bad Harzburg, Berg- und Universitätsstadt Clausthal-Zellerfeld, Braunlage, Seesen, die Samtgemeinde Lutter am Barenberge, das gemeindefreie Gebiet Harz (Landkreis Goslar) |
| 14            | Goslar                      | Vom Landkreis Goslar die Städte Goslar, Langelsheim, die Gemeinde Liebenburg |
| 15            | Duderstadt                  | Vom Landkreis Göttingen die Stadt Duderstadt, die Gemeinden Friedland, Gleichen, Rosdorf, die Samtgemeinden Gieboldehausen, Radolfshausen |
| 16            | Göttingen/Münden            | Vom Landkreis Göttingen die Stadt Hann. Münden, die Gemeinden Flecken Adelebsen, Flecken Bovenden, Staufenberg, die Samtgemeinde Dransfeld, die Stadt Göttingen mit den Stadtteilen Elliehausen, Esebeck, Grone, Groß Ellershausen, Hetjershausen, Holtensen, Knutbühren, Weststadt                                                       |
| 17            | Göttingen-Stadt             | Vom Landkreis Göttingen die Stadt Göttingen ohne die Stadtteile Elliehausen, Esebeck, Grone, Groß Ellershausen, Hetjershausen, Holtensen, Knutbühren, Weststadt |
| 18            | Northeim                    | Vom Landkreis Northeim die Städte Hardegsen, Moringen, Northeim, die Gemeinden Flecken Bodenfelde, Kalefeld, Katlenburg-Lindau, Flecken Nörten-Hardenberg |
| 19            | Einbeck                     | Vom Landkreis Northeim die Städte Bad Gandersheim, Dassel, Einbeck, Uslar, das gemeindefreie Gebiet Solling |
| 20            | Holzminden                  | Der Landkreis Holzminden |
| 21            | Hildesheim                  | Vom Landkreis Hildesheim die Stadt Hildesheim |
| 22            | Sarstedt/Bad Salzdetfurth   | Vom Landkreis Hildesheim die Städte Bad Salzdetfurth, Bockenem, Sarstedt, die Gemeinden Algermissen, Giesen, Harsum, Holle, Schellerten, Söhlde |
| 23            | Alfeld                      | Vom Landkreis Hildesheim die Städte Alfeld (Leine), Elze, die Gemeinden Diekholzen, Freden (Leine), Lamspringe, Nordstemmen, Sibbesse, die Samtgemeinde Leinebergland |
| 24            | Hannover-Döhren             | Von der Region Hannover aus der Landeshauptstadt Hannover die Stadtteile Bemerode, Bult, Döhren, Heideviertel, Kirchrode, Kleefeld, Mittelfeld, Seelhorst, Südstadt (nur der statistische Bezirk Nr. 045), Waldhausen, Waldheim, Wülfel, Wülferode, Zoo                                                                                   |
| 25            | Hannover-Buchholz           | Von der Region Hannover aus der Landeshauptstadt Hannover die Stadtteile Anderten, Bothfeld, Groß-Buchholz, Isernhagen-Süd, Lahe, Misburg-Nord, Misburg-Süd, Sahlkamp |
| 26            | Hannover-Linden             | Von der Region Hannover aus der Landeshauptstadt Hannover die Stadtteile Ahlem, Burg, Hainholz, Herrenhausen, Ledeburg, Leinhausen, Limmer, Linden-Mitte, Linden-Nord, Linden-Süd, Marienwerder, Nordhafen, Stöcken, Vahrenheide, Vinnhorst, Brink-Hafen                                                                                  |
| 27            | Hannover-Ricklingen         | Von der Region Hannover aus der Landeshauptstadt Hannover die Stadtteile Badenstedt, Bornum, Davenstedt, Mühlenberg, Oberricklingen, Ricklingen, Südstadt (ohne den statistischen Bezirk Nr. 045), Wettbergen |
| 28            | Hannover-Mitte              | Von der Region Hannover aus der Landeshauptstadt Hannover die Stadtteile Calenberger Neustadt, List, Mitte, Nordstadt, Oststadt, Vahrenwald |
| 29            | Laatzen                     | Von der Region Hannover die Städte Laatzen, Pattensen, Sehnde |
| 30            | Lehrte                      | Von der Region Hannover die Städte Burgdorf, Lehrte, die Gemeinde Uetze |
| 31            | Langenhagen                 | Von der Region Hannover die Städte Burgwedel, Langenhagen, die Gemeinde Isernhagen |
| 32            | Garbsen/Wedemark            | Von der Region Hannover die Stadt Garbsen, die Gemeinde Wedemark |
| 33            | Neustadt/Wunstorf           | Von der Region Hannover die Städte Neustadt am Rübenberge, Wunstorf |
| 34            | Barsinghausen               | Von der Region Hannover die Städte Barsinghausen, Gehrden, Seelze |
| 35            | Springe                     | Von der Region Hannover die Städte Hemmingen, Ronnenberg, Springe, die Gemeinde Wennigsen (Deister) |
| 36            | Bad Pyrmont                 | Vom Landkreis Hameln-Pyrmont die Städte Bad Münder am Deister, Bad Pyrmont, die Gemeinden Flecken Aerzen, Flecken Coppenbrügge, Emmerthal, Flecken Salzhemmendorf |
| 37            | Schaumburg                  | Vom Landkreis Schaumburg die Städte Bückeburg, Obernkirchen, Stadthagen, die Gemeinde Auetal, die Samtgemeinden Eilsen, Nenndorf, Nienstädt, Rodenberg |
| 38            | Hameln/Rinteln              | Vom Landkreis Hameln-Pyrmont die Städte Hameln, Hessisch Oldendorf; vom Landkreis Schaumburg die Stadt Rinteln |
| 39            | Nienburg/Schaumburg         | Vom Landkreis Diepholz die Gemeinde Wagenfeld, die Samtgemeinde Kirchdorf; vom Landkreis Nienburg (Weser) die Stadt Rehburg-Loccum, die Gemeinde Flecken Steyerberg, die Samtgemeinden Liebenau, Mittelweser, Uchte; vom Landkreis Schaumburg die Samtgemeinden Lindhorst, Niedernwöhren, Sachsenhagen                                    |
| 40            | Nienburg-Nord               | Vom Landkreis Diepholz die Samtgemeinde Bruchhausen-Vilsen; vom Landkreis Nienburg (Weser) die Stadt Nienburg (Weser), die Samtgemeinden Heemsen, Grafschaft Hoya, Marklohe, Steimbke |
| 41            | Syke                        | Vom Landkreis Diepholz die Städte Bassum, Syke, die Gemeinden Stuhr, Weyhe |
| 42            | Diepholz                    | Vom Landkreis Diepholz die Städte Diepholz, Sulingen, Twistringen, die Samtgemeinden Altes Amt Lemförde, Barnstorf, Rehden, Schwaförden, Siedenburg |
| 43            | Walsrode                    | Vom Landkreis Heidekreis die Städte Bad Fallingbostel, Walsrode, die Gemeinden Bomlitz, Wietzendorf, die Samtgemeinden Ahlden, Rethem (Aller), Schwarmstedt, der gemeindefreie Bezirk Osterheide |
| 44            | Soltau                      | Vom Landkreis Heidekreis die Städte Munster, Schneverdingen, Soltau, die Gemeinden Bispingen, Neuenkirchen |
| 45            | Bergen                      | Vom Landkreis Celle die Stadt Bergen, die Gemeinden Eschede, Faßberg, Südheide, Winsen (Aller), die Samtgemeinden Flotwedel, Lachendorf, Wathlingen, der gemeindefreie Bezirk Lohheide |
| 46            | Celle                       | Vom Landkreis Celle die Stadt Celle, die Gemeinden Hambühren, Wietze |
| 47            | Uelzen                      | Der Landkreis Uelzen; vom Landkreis Lüneburg die Samtgemeinde Ilmenau |
| 48            | Elbe                        | Der Landkreis Lüchow-Dannenberg; vom Landkreis Lüneburg die Stadt Bleckede, die Gemeinden Adendorf, Amt Neuhaus, die Samtgemeinden Dahlenburg, Ostheide, Scharnebeck |
| 49            | Lüneburg                    | Vom Landkreis Lüneburg die Hansestadt Lüneburg, die Samtgemeinden Amelinghausen, Bardowick, Gellersen |
| 50            | Winsen                      | Vom Landkreis Harburg die Stadt Winsen (Luhe), die Gemeinde Stelle, die Samtgemeinden Elbmarsch, Hanstedt, Salzhausen |
| 51            | Seevetal                    | Vom Landkreis Harburg die Gemeinden Neu Wulmstorf, Rosengarten, Seevetal |
| 52            | Buchholz                    | Vom Landkreis Harburg die Stadt Buchholz in der Nordheide, die Samtgemeinden Hollenstedt, Jesteburg, Tostedt |
| 53            | Rotenburg                   | Vom Landkreis Rotenburg (Wümme) die Städte Rotenburg (Wümme), Visselhövede, die Gemeinde Scheeßel, die Samtgemeinden Bothel, Fintel, Sottrum |
| 54            | Bremervörde                 | Vom Landkreis Rotenburg (Wümme) die Stadt Bremervörde, die Gemeinde Gnarrenburg, die Samtgemeinden Geestequelle, Selsingen, Sittensen, Tarmstedt, Zeven |
| 55            | Buxtehude                   | Vom Landkreis Stade die Hansestadt Buxtehude, die Gemeinde Jork, die Samtgemeinden Apensen, Harsefeld, Horneburg, Lühe |
| 56            | Stade                       | Vom Landkreis Stade die Hansestadt Stade, die Gemeinde Drochtersen, die Samtgemeinden Fredenbeck, Nordkehdingen, Oldendorf-Himmelpforten |
| 57            | Geestland                   | Vom Landkreis Cuxhaven die Stadt Geestland, die Gemeinden Schiffdorf, Wurster Nordseeküste, die Samtgemeinden Börde Lamstedt, Hemmoor |
| 58            | Cuxhaven                    | Vom Landkreis Cuxhaven die Stadt Cuxhaven, die Samtgemeinde Land Hadeln |
| 59            | Unterweser                  | Vom Landkreis Cuxhaven die Gemeinden Beverstedt, Hagen im Bremischen, Loxstedt; vom Landkreis Osterholz die Gemeinde Schwanewede, die Samtgemeinde Hambergen |
| 60            | Osterholz                   | Vom Landkreis Osterholz die Stadt Osterholz-Scharmbeck, die Gemeinden Grasberg, Lilienthal, Ritterhude, Worpswede; vom Landkreis Verden die Gemeinden Flecken Ottersberg, Oyten |
| 61            | Verden                      | Vom Landkreis Verden die Städte Achim, Verden (Aller), die Gemeinden Dörverden, Kirchlinteln, Flecken Langwedel, die Samtgemeinde Thedinghausen |
| 62            | Oldenburg-Mitte/Süd         | Von der Stadt Oldenburg (Oldenburg) die Stadtteile Bümmerstede, Bürgerfelde-Süd, Donnerschwee, Innenstadt, Kreyenbrück, Krusenbusch, Nadorst-Süd, Neuenwege, Osternburg, Tweelbäke-West |
| 63            | Oldenburg-Nord/West         | Von der Stadt Oldenburg (Oldenburg) die Stadtteile Alexandersfeld, Bloherfelde, Bornhorst, Bürgerfelde-Nord, Dietrichsfeld, Eversten, Etzhorn, Nadorst-Nord, Ofenerdiek, Ohmstede, Wechloy |
| 64            | Oldenburg-Land              | Vom Landkreis Oldenburg die Gemeinden Dötlingen, Ganderkesee, Hatten, Hude (Oldenburg), Wardenburg, die Samtgemeinde Harpstedt |
| 65            | Delmenhorst                 | Die Stadt Delmenhorst |
| 66            | Cloppenburg-Nord            | Vom Landkreis Cloppenburg die Stadt Friesoythe, die Gemeinden Barßel, Bösel, Garrel, Saterland; vom Landkreis Oldenburg die Stadt Wildeshausen, die Gemeinde Großenkneten |
| 67            | Cloppenburg                 | Vom Landkreis Cloppenburg die Städte Cloppenburg, Löningen, die Gemeinden Cappeln (Oldenburg), Emstek, Essen (Oldenburg), Lastrup, Lindern (Oldenburg), Molbergen |
| 68            | Vechta                      | Vom Landkreis Vechta die Städte Dinklage, Lohne (Oldenburg), Vechta, die Gemeinden Bakum, Goldenstedt, Holdorf, Steinfeld (Oldenburg), Visbek |
| 69            | Wilhelmshaven               | Die Stadt Wilhelmshaven |
| 70            | Friesland                   | Der Landkreis Friesland; vom Landkreis Wesermarsch die Gemeinde Jade |
| 71            | Wesermarsch                 | Vom Landkreis Wesermarsch die Städte Brake (Unterweser), Elsfleth, Nordenham, die Gemeinden Berne, Butjadingen, Lemwerder, Ovelgönne, Stadland; vom Landkreis Ammerland die Gemeinde Rastede |
| 72            | Ammerland                   | Vom Landkreis Ammerland die Stadt Westerstede, die Gemeinden Apen, Bad Zwischenahn, Edewecht, Wiefelstede |
| 73            | Bersenbrück                 | Vom Landkreis Osnabrück die Samtgemeinden Artland, Bersenbrück, Fürstenau, Neuenkirchen; vom Landkreis Vechta die Stadt Damme, die Gemeinde Neuenkirchen-Vörden |
| 74            | Melle                       | Vom Landkreis Osnabrück die Städte Dissen am Teutoburger Wald, Melle, die Gemeinden Bad Essen, Bissendorf, Hilter am Teutoburger Wald |
| 75            | Bramsche                    | Vom Landkreis Osnabrück die Stadt Bramsche, die Gemeinden Belm, Bohmte, Ostercappeln, Wallenhorst |
| 76            | Georgsmarienhütte           | Vom Landkreis Osnabrück die Städte Bad Iburg, Georgsmarienhütte, die Gemeinden Bad Laer, Bad Rothenfelde, Glandorf, Hagen am Teutoburger Wald, Hasbergen |
| 77            | Osnabrück-Ost               | Von der Stadt Osnabrück die Stadtteile Darum, Fledder, Gartlage, Gretesch, Innenstadt, Kalkhügel, Lüstringen, Nahne, Schinkel, Schinkel-Ost, Schölerberg, Sutthausen, Voxtrup, Widukindland |
| 78            | Osnabrück-West              | Von der Stadt Osnabrück die Stadtteile Atter, Dodesheide, Eversburg, Hafen, Haste, Hellern, Pye, Sonnenhügel, Westerberg, Weststadt, Wüste |
| 79            | Grafschaft Bentheim         | Vom Landkreis Grafschaft Bentheim die Städte Bad Bentheim, Nordhorn, die Gemeinde Wietmarschen, die Samtgemeinden Emlichheim, Neuenhaus, Uelsen |
| 80            | Lingen                      | Vom Landkreis Emsland die Stadt Lingen (Ems), die Gemeinden Emsbüren, Salzbergen, die Samtgemeinden Freren, Spelle; vom Landkreis Grafschaft Bentheim die Samtgemeinde Schüttorf |
| 81            | Meppen                      | Vom Landkreis Emsland die Städte Haren (Ems), Haselünne, Meppen, die Gemeinden Geeste, Twist, die Samtgemeinden Herzlake, Lengerich |
| 82            | Papenburg                   | Vom Landkreis Emsland die Stadt Papenburg, die Gemeinde Rhede (Ems), die Samtgemeinden Dörpen, Lathen, Nordhümmling, Sögel, Werlte |
| 83            | Leer                        | Vom Landkreis Leer die Stadt Leer (Ostfriesland), die Gemeinden Ostrhauderfehn, Rhauderfehn, Uplengen, die Samtgemeinden Hesel, Jümme |
| 84            | Leer/Borkum                 | Vom Landkreis Leer die Städte Borkum, Weener, die Gemeinden Bunde, Jemgum, Moormerland, Westoverledingen, das gemeindefreie Gebiet Insel Lütje Hörn |
| 85            | Emden/Norden                | Die Stadt Emden; vom Landkreis Aurich die Stadt Norden, die Gemeinden Hinte, Krummhörn, die Samtgemeinde Hage |
| 86            | Aurich                      | Vom Landkreis Aurich die Stadt Aurich, die Gemeinden Großefehn, Großheide, Ihlow, Südbrookmerland, die Samtgemeinde Brookmerland |
| 87            | Wittmund/Inseln             | Vom Landkreis Aurich die Städte Norderney, Wiesmoor, die Gemeinden Baltrum, Dornum, die Inselgemeinde Juist, das gemeindefreie Gebiet Nordseeinsel Memmert; der Landkreis Wittmund |

## Hinweise
1. ↑  Niedersächsisches Gesetz- und Verordnungsblatt Nr. 2/2017 vom 14. Februar 2017 (PDF)
2. ↑  Wahl zum 18. Niedersächsischen Landtag am 15.10.2017, Nds. Landeswahlleiterin. In: landeswahlleiter.niedersachsen.de. Abgerufen am 26. September 2017.